# Imerinus granuliferus
Imerinus granuliferus là một loài bọ cánh cứng trong họ Cerambycidae.